# Indian Summer (Poco)
| Recensione              | Giudizio |
| ----------------------- | -------- |
| AllMusic                | [ 2 ]    |
| Dizionario del Pop-Rock | [ 3 ]    |
| 24.000 dischi           | [ 4 ]    |

Indian Summer è un album dei Poco, pubblicato dalla ABC Records nel maggio del 1977.
L'album si classificò al cinquantasettesimo posto della Chart statunitense Billboard 200.

## Tracce
Lato A
1. Indian Summer – 4:39 (Paul Cotton)
2. Twenty Years – 3:40 (Paul Cotton)
3. Me and You – 2:43 (Timothy B. Schmit)
4. Downfall – 4:33 (Rusty Young)
5. Win or Lose – 4:48 (Paul Cotton)

Lato B
1. Living in the Band – 3:17 (Paul Cotton)
2. Stay (Night Until Noon) – 3:20 (Timothy B. Schmit, Noreen Schmit)
3. Find Out in Time – 3:52 (Timothy B. Schmit, Robbin Thompson)
4. The Dance – 10:05 (Rusty Young)

## Musicisti
Indian Summer
- Paul Cotton - voce solista, chitarra gretsch white falcon
- Rusty Young - chitarra steel, sitar
- Timothy B. Schmit - voce, basso
- George Grantham - voce, batteria
- Steve Forman - percussioni
- Donald Fagen - sintetizzatore (arp odyssey), arp string ensemble

Twenty Years
- Paul Cotton - voce solista, chitarra solista
- Rusty Young - chitarra steel, chitarra pedal steel
- Timothy B. Schmit - voce, basso
- George Grantham - batteria
- Mark Harman - pianoforte
- Steve Forman - tamburello

Me and You
- Paul Cotton - voce, chitarra acustica, chitarra elettrica
- Rusty Young - chitarra steel
- Timothy B. Schmit - voce solista, basso
- George Grantham - voce, batteria

Downfall
- Paul Cotton - chitarra solista
- Rusty Young - voce solista, chitarra leslie, chitarra steel solista, chitarra elettrica
- Timothy B. Schmit - voce, basso
- George Grantham - voce, batteria
- Mark Harman - pianoforte
- Steve Forman - congas, tambourine

Win or Lose
- Paul Cotton - voce solista, chitarra gretsch white falcon
- Rusty Young - chitarra leslie, chitarra steel wah-wah
- Timothy B. Schmit - voce, basso
- George Grantham - voce, batteria
- Donald Fagen - arp string ensemble

Living in the Band
- Paul Cotton - voce solista, chitarra solista
- Rusty Young - chitarra leslie, chitarra steel solista
- Timothy B. Schmit - voce, basso
- George Grantham - voce, batteria, quijada (jawbone), shaker
- Steve Forman - congas

Stay (Night Until Noon)
- Paul Cotton - voce, chitarra solista
- Rusty Young - chitarra steel leslie, banjo
- Timothy B. Schmit - voce solista, basso
- George Grantham - voce, batteria

Find Out in Time
- Paul Cotton - voce, chitarra acustica, chitarra elettrica
- Rusty Young - chitarra steel leslie, mandolino, banjo
- Timothy B. Schmit - voce solista, basso, armonica
- George Grantham - voce, shaker
- Steve Forman - surdo

The Dance
- Paul Cotton - voce solista, accompagnamento vocale, chitarra gretsch white falcon
- Rusty Young - chitarra acustica, chitarra slide, chitarra steel leslie
- Timothy B. Schmit - voce solista, accompagnamento vocale, basso, armonica
- George Grantham - voce solista, accompagnamento vocale, batteria
- Mark Harman - pianoforte elettrico, celeste
- Steve Forman - percussioni
- Sid Sharp - concert master
- Jimmy Haskell - arrangiamento strumenti ad arco e strumenti a fiato

Note aggiuntive
- Poco e Mark Henry Harman - produttori
- Registrato al Burbank Studios di Los Angeles (California) nel 1977
- Mark Henry Harman - ingegnere delle registrazioni
- Tim Zoots Green - assistente ingegnere delle registrazioni
- Wally Traugott - mastering
- Phip Hartmann - cover art
- Ron Slenzak - fotografia
- Denny Jones - road manager
- Llew Llewellyn e Terry Merchant - equipaggiamento
- Ringraziamenti a: Jerry Rubinstein ed agli amici della ABC; Bob Hagel, Jim Winfree ed a tutto lo staff del Burbank Studios, Annie Emery, Mary Gail, Jenny Grantham, Margaret Holmes, Pearl the Girl, Noreen Schmit, Don Shimasaki e Freida Winkle[8]